# Източногермански езици
Източногерманските езици са група от изчезнали индоевропейски езици от германското подсемейство. Единственият източногермански език, от когото са запазени текстове е готския. Други езици, за които се вярва, че са били източногермански са: вандалски, бургундски и кримски готски, за когото има сведения, че е просъществувал до 18 век.